# Receptaculum seminis
Das Receptaculum seminis (auch Samentasche, Samenbehälter, Spermathek oder Spermatheca) ist eine Spermavorratstasche und gehört zum Genitalapparat vieler weiblicher oder zwittriger Tiere und dient zum Auffangen und Bewahren von Spermien von Geschlechtspartnern. Weichtiere (Mollusca) wie Schnecken und alle Arten der Insekten, Spinnentiere und Krebse, welche im Stamm der Gliederfüßer (Arthropoda) zusammengefasst werden, aber auch zwittrige Ordnungen wie die Ringelwürmer (Annelida) und Plattwürmer (Plathelminthes) besitzen eine solche Samentasche.
Das Sperma kann darin über längere Zeit im Körper getragen werden, ohne dass es zu einer Befruchtung kommt. Alternativ befruchten die Spermien über einen längeren Zeitraum mehrere Eizellen, ohne dass es zu einer erneuten Kopulation kommt. Bei zwittrigen Tieren verhindert oft die Lage der Ausführgänge, dass eigene Spermien von den Hoden in das Receptaculum seminis gelangen, z. B. indem die Samenkanäle erst kurz vor dem Genitalporus zusammenlaufen.

## Anatomie und Befruchtungsvorgang bei Spinnen
Die Spermathek befindet sich im Hinterleib des weiblichen Tieres. Sie kann einteilig oder zweiteilig sein, ebenso eine Ein- und Ausbuchtung haben, oder paarig sein.
Komplexer ist der Bau der Geschlechtsorgane und die Befruchtung bei einigen Echten Webspinnen. Bei den haplogynen Spinnen öffnet sich die Samentasche über einen Befruchtungsgang in den externen Uterus Uterus externus. Bei Entelegynen Spinnen liegt über der Spermathek eine sklerotisierte Platte mit einer Geschlechtsöffnung in der Epigastralfurche als recht komplex gebautes Kopulationsorgan.

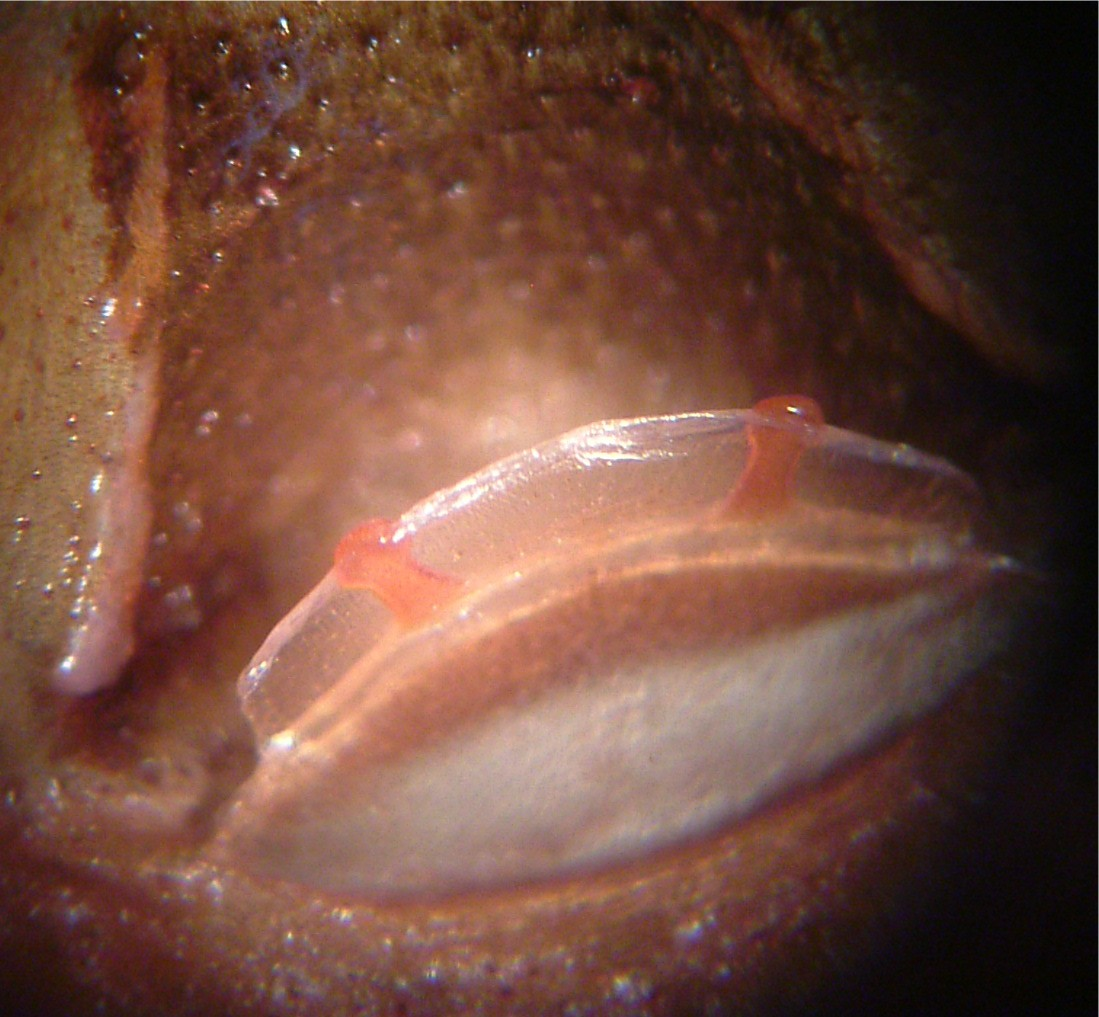
Zweiteilige Spermathek der Rote Chile-Vogelspinne (Grammostola rosea)
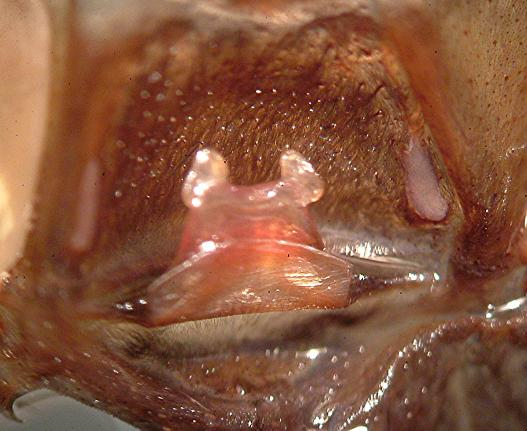
einteilige, verzweigte Spermathek von Acanthoscurria geniculata

Bei der Paarung führt das Männchen sein Geschlechtsteil in die Geschlechtsöffnung ein und gibt sein Sperma ab. Die Spermien werden im Receptaculum seminis gelagert, bis sie wieder herausgequetscht werden, um die vorbeirutschenden Eier zu befruchten. Am Receptaculum seminis liegt eine Befruchtungstasche an, in der die eigentliche Befruchtung stattfindet, indem die Eizellen aus dem Eierstock dorthin wandern.

## Spermathek der Flöhe
Die Spermathek der Flöhe ist ein flaschenförmiges Organ. Die kugelförmige Basis wird als Bulga bezeichnet. Sie ist über das Diaphragma mit einem engeren, gebogenen Hals (Hilla) übergeht. Das Sperma kann nur durch die Öffnung des Gangs der Spermathek (Ductus spermathecae oder Ductus receptaculi seminis) ein- und austreten. Die Füllung erfolgt bei der Begattung zunächst in die Bulga und dann in die Hilla. Die Wand der Spermathek besteht aus Chitin und weist leistenartige Verdickungen (Strigillae) auf. Während die Füllung über die Ejakulation erfolgt, ist der Entleerungsmechanismus nicht gänzlich aufgeklärt. Es könnten kontraktile Elemente oder auch Kapillarkräfte beteiligt sein.

## Besonderheiten
Indicoblemma lannaianum, eine Spinne der Familie der Tetrablemmidae kann Sperma verschiedener Männchen länger zwischenlagern und kontrolliert an einen externen Uterus abgeben.
Die Spermathek von Spinnentieren wird bei jeder Häutung mitgehäutet. Das Weibchen muss sich also nach jeder Häutung erneut paaren, um befruchtete Eier abgeben zu können.

## Anatomie bei Menschen
Bei Frauen wird damit das hintere Scheidengewölbe bezeichnet, in dem nach der Ejakulation das Sperma liegt.

## Belege
1. ↑  Rainer F. Foelix: Biologie der Spinnen. Georg Thieme Verlag, Stuttgart 1979, ISBN 3-13-575801-X.
2. ↑  Gerda Buchberger, Alexander Kogler, Agnes Weth, Richard Baumgartner, Philipp Comanns, Siegfried Bauer, Werner Baumgärtner: “Fluidic diode” for passive unidirectional liquid transport bioinspired by the spermathecae of fleas. In: Journal of Bionic Engineering. 2018, Band 15, Nummer 1, S. 42–56 doi:10.1007/s42235-017-0003-7.
3. ↑  M. Burger u. a.: Complex genital system of a haplogyne spider (Arachnida, Araneae, Tetrablemmidae) indicates internal fertilization and full female control over transferred sperm. In: Journal of Morphology. 267(2), 2005, S. 166–186, doi:10.1002/jmor.10394.